# Polifilético

El grupo de animales de sangre caliente es polifilético.

En filogenia es polifilético aquel grupo que no incluye al antepasado común más reciente de todos sus miembros; está constituido por la unión artificial de ramas dispersas del árbol evolutivo.
Ejemplos de grupos polifiléticos son las algas, los esporozoos, los ungulados o los insectívoros. Los grupos polifiléticos son universalmente rechazados en las clasificaciones modernas, aunque por inercia se siguen empleando en obras divulgativas e incluso libros de texto. 
Se deben a errores en la interpretación del parentesco, el criterio que se emplea para la clasificación de los seres vivos. Se explican, ya que no se justifican, por la presencia de caracteres comunes adquiridos de manera independiente, como consecuencia de fenómenos evolutivos como la convergencia o el paralelismo.

## Lista de taxones polifiléticos
Se presenta varios grupos polifiléticos sin relación directa.
Cuadro comparativo de grupos polífiléticos
| Grupo Polifilético                                                                        | Grupos monofiléticos o parafiléticos sin relación directa | Grupo que engloba a toda la polifilia               |
| ----------------------------------------------------------------------------------------- | --- | --------------------------------------------------- |
| Euviria                                                                                   | Varios grupos | Nucleacuea                                          |
| Bacteriófago                                                                              | Caudoviricetes, otros grupos | Nucleacuea                                          |
| Vegetabilia                                                                               | Plantae (Archaeplastida), Fungi, Bacteria, Archaea, Cryptophyta, Haptophyta, Ochrophyta, Dinophyceae, Chlorarachniophyceae, Chromerida, Euglenoidea, Riboviria, Monodnaviria, Tolecusatellitidae, Adnaviria, Duplodnaviria, Varidnaviria, entre otros pues se consideraba a los virus y arqueas como bacterias, a las bacterias como hongos, y a estos últimos como plantas. | Nucleacuea                                          |
| Algae                                                                                     | Cryptophyta, Ochrophyta, Haptophyta, Dinophyceae, Chlorarachniophyceae, Chromerida, Euglenoidea, Archaeplastida (excepto Rhodelphis y Embryophyta), antiguamente incluidos Cyanobacteria y Chlorobia | Eukaryota, incluyendo las bacterias sería Cytota    |
| Ameba                                                                                     | Amoebozoa, Rhizaria, Parabasalia, Nucleariida, Percolozoa | Eukaryota                                           |
| Archezoa                                                                                  | Pelomyxa, Metamonada, Entamoebida, Microsporidia | Eukaryota                                           |
| Cabozoa                                                                                   | Rhizaria, Discicristata | Eukaryota                                           |
| Heliozoo                                                                                  | Actinophryida, Pedinellales, Ciliophyrida, Centrohelida, Desmothoracida, Heliomonadida, Gymnosphaerida, Sticholonche, Rotosphaerida | Neokaryotes                                         |
| Chromalveolata                                                                            | Stramenopiles, Alveolata, Haptophyta, Cryptophyta | Diaphoretickes                                      |
| Chromista                                                                                 | Supergrupo SAR, Cryptophyta, Haptophyta | Diaphoretickes                                      |
| Hyperamoeba                                                                               | Physarum, Stemonitis, Didymium | Myxogastrea                                         |
| Cnidospora                                                                                | Myxosporea, Microsporidia | Opisthokonta                                        |
| Sclerospongiae                                                                            | Varios grupos | Porifera, Metazoa si las esponjas son parafiléticas |
| Vendobionta                                                                               | Petalonamae, Trilobozoa, Proarticulata | Animalia                                            |
| Neuralia                                                                                  | Ctenophora, Eumetazoa reducida (Trilobozoa y ParaHoxozoa) | Animalia                                            |
| Triploblastia                                                                             | Bilateria, Ctenophora | Eumetazoa/¿Animalia?                                |
| Coelenterata                                                                              | Hexaradiozoa, Cnidaria | Animalia                                            |
| Coeloscleritophora                                                                        | Chancelloriida, Halkieria | Epitheliozoa                                        |
| Medusas en el sentido obsoleto                                                            | Ctenophora, Medusozoa (véase medusa), Salpidae | Eumetazoa/¿Animalia?                                |
| Agnotozoa                                                                                 | Placozoa, Mesozoa | ParaHoxozoa                                         |
| Acoelomata                                                                                | Platyhelminthes, Kamptozoa, Nemertea, Mesozoa (posiblemente polifilético por lo también podría aparecer en este cuadro), Xenacoelomorpha, Proarticulata | Bilateria                                           |
| Coelomata                                                                                 | Ambulacraria, Chordata, Panarthropoda, Chaetognatha, Lophotrochozoa (sin Nemertea ni Kamptozoa) | Nephrozoa                                           |
| Pseudocoelomata                                                                           | Gastrotricha, Gnathostomulida, Syndermata, Nematoida, Scalidophora, Kamptozoa, a veces Tardigrada | Protostomia                                         |
| Aschelminthes                                                                             | Gastrotricha, Gnathostomulida, Syndermata, Nematoida, Scalidophora | Protostomia                                         |
| Mesozoa                                                                                   | Orthonectida, Dicyemida | Spiralia                                            |
| Protostomia sensu stricto                                                                 | Pycnogonida, otros grupos con verdadera protostomía | Protostomia                                         |
| Articulata                                                                                | Panarthropoda, Annelida | Protostomia                                         |
| Uniramia                                                                                  | Onychophora, Myriapoda, Hexapoda | Panarthropoda                                       |
| Antelocerata                                                                              | Myriapoda, Hexapoda | Mandibulata                                         |
| Maxillopoda                                                                               | Ichthyostraca, Hexanauplia, Mystacocarida | Pancrustacea                                        |
| Organismos parecidos a los cangrejos                                                      | Brachyura, Lithodidae, Porcellanidae, Lomis, Birgus latro, Cyclida | Multicrustacea                                      |
| Haemothermia                                                                              | Mammaliamorpha (incluye Mammalia), Archosauriformes (incluye Aves y Crocodilia), Mosasauridae, Pistosauroidea (Incluyendo Plesiosauria), Ichthyopterygia (incluye Ichthyosauria), Pareiasauria. | Amniota                                             |
| Parareptilia definido según Michel Laurin y Robert Raphael Reisz como tortugas troncales. | Parareptilia, Pantestudines | Sauropsida                                          |
| Testudinomorpha                                                                           | Procolophonidae, Testudinata | Sauropsida                                          |
| Phytodinosauria (poliparafilético)                                                        | Ornithischia, Sauropodomorpha | Dinosauria                                          |
| Ave de presa (poliparafilético)                                                           | Accipitriformes, Cathartiformes, Strigiformes, Cariamiformes, Falconiformes | Telluraves                                          |
| Buitre                                                                                    | Cathartidae, Gypaetinae, Aegypiinae | Accipitrimorphae                                    |
| Buitre del Viejo Mundo                                                                    | Gypaetinae, Aegypiinae | Accipitridae                                        |
| Tribosphenida tradicional                                                                 | Boreosphenida (sin Placentalia ni Marsupialia), Australosphenida (sin Monotremata) | Mammalia                                            |
| Insectivora                                                                               | Eulipotyphla, Afrosoricida, Macroscelidea, Scandentia, Dermoptera | Placentalia                                         |
| Ungulata                                                                                  | Euungulata (excepto Cetacea), Paenungulata, Zhelestidae, Hydrochoerus, Chaeropus, Mesungulatidae | Placentalia                                         |
| Pachydermata                                                                              | Tethytheria, Ceratomorpha, Hippopotamidae, a veces también Suidae | Placentalia                                         |
| Lipotyphla                                                                                | Afrosoricida, Eulipotyphla | Placentalia                                         |
| Archonta                                                                                  | Chiroptera, Euarchonta | Boreoeutheria                                       |
| Cete                                                                                      | Mesonychia, Cetacea | Paraxonia                                           |
| Suiformes                                                                                 | Suina, Hippopotamidae, Entelodontidae, Merycoidodontidae | Cetartiodactyla                                     |
| Ballena                                                                                   | Mysticeti (ballenas verdaderas), Physeteroidea (cachalotes), Ziphiidae (ballenas picudas), Monodontidae (narvales y ballenas berugas), Orcinus (ballena asesina u orca) | Neoceti                                             |
| Selenodonta                                                                               | Camelidae, Ruminantia | Cetartiodactyla                                     |
| Creodonta                                                                                 | Oxyaenidae, Hyaenodonta | Pan-Carnivora                                       |
| Linsang                                                                                   | Poiana, Prionodontidae | Aeluroidea                                          |
| Chacal                                                                                    | Canis aureus, Lupulella | Canina                                              |
| Panda                                                                                     | Ailuropoda, Ailurus fulgens | Arctoidea                                           |
| Tejón                                                                                     | Mydaus, Arctonyx, Meles, Mellivora, Melogale, Taxidea | Musteloidea                                         |
| Anthropomorpha                                                                            | Folivora, Primates | Placentalia                                         |